# Matylda Synková
Matylda Synková, rozená Matoušková (9. března 1906 Brumov – 3. srpna 1949 Praha), byla česká a československá odbojářka, politička Komunistické strany Československa a poválečná poslankyně Ústavodárného Národního shromáždění a Národního shromáždění ČSR.

## Biografie
Poté, co absolvovala obchodní školu, nastoupila jako úřednice ve sklárně továrníka Schreibera v osadě Svatá Sidonie. V roce 1926 vstoupila do KSČ. V roce 1928 byla propuštěna ze zaměstnání kvůli podílu na organizování stávky sklářů. Nastoupila pak v Praze jako profesionální funkcionářka odborů a KSČ. V roce 1934 se jejím manželem stal Otto Synek, jeden z předních komunistických aktivistů, který od roku 1935 zasedal v Národním shromáždění. V roce 1938 se jim narodila dcera Hana (1938–1999), která působila jako dramaturgyně a publicistka.
V únoru byla 1939 zatčena v Praze spolu se svým mužem kvůli vydávání letáků. V Plzni byla odsouzena na sedm měsíců. Po návratu z vězení se zapojila do ilegálních aktivit KSČ. V únoru 1941 byla společně s mužem opět zatčena. Manžel byl popraven, ona deportována do koncentračního tábora Ravensbrück. Zde byla až do konce války.
Po návratu do vlasti se stala opět profesionální funkcionářkou KSČ v Praze, kde vedla ženský odbor. Stala se členkou Zemského národního výboru a působila v propagační komisi Ústředního národního výboru města Prahy. V parlamentních volbách v roce 1946 byla zvolena poslankyní Ústavodárného Národního shromáždění za KSČ. Setrvala zde do konce funkčního období, tedy do voleb do Národního shromáždění roku 1948, v nichž byla zvolena do Národního shromáždění za KSČ ve volebním kraji Praha. V parlamentu zasedala až do své smrti v roce 1949. Pak ji nahradila Marie Šplíchalová.
Zastávala i významné stranické funkce. VIII. sjezd KSČ ji zvolil za členku Ústředního výboru Komunistické strany Československa. IX. sjezd KSČ ji potvrdil ve funkci. 1. července 1949 byla jmenována zástupkyní ministra ochrany práce a sociální péče. Z její iniciativy došlo k přijetí zákona na ochranu matek. Zasloužila se rovněž o vybudování prvního československého závodu na výrobu penicilinu. V roce 1955 po ní bylo pojmenováno náměstí v Brumově-Bylnici a v roce 1956 byla na jejím rodném domě odhalena pamětní deska.